# 丹尼爾·薩拉曼卡
丹尼爾·多明戈·薩拉曼卡·乌雷（西班牙語：Daniel Domingo Salamanca Urey，1869年7月8日—1935年7月17日），玻利維亞政治人物，1931年至1934年擔任玻利維亞總統，任內爆發查科戰爭。丹尼爾·薩拉曼卡擔任總統時被玻利维亚軍事將領罢免。丹尼爾·薩拉曼卡回到了家鄉，並因胃癌去世。